# Ugljan (village)
Ugljan est un village de la municipalité de Preko (Comitat de Zadar) en Croatie. Au recensement de 2011, le village comptait 1 278 habitants.